# Francesc Flos i Calcat
Francesc Flos i Calcat (Arenys de Mar, 1856 - Barcelona, 1929), fou un pedagog, cal·lígraf i escriptor català, fundador de l'Associació Protectora de l'Ensenyança Catalana, del col·legi Sant Jordi i altres escoles. Destacà en el I Congrés Internacional de la Llengua Catalana (1906) pel mètode pedagògic d'ensenyament de la gramàtica catalana als infants.

## Biografia
Va néixer a Arenys de Mar (el Maresme) al Cafè d'en Flos. Va estudiar a l'escola de la vila i hi va mostrar una gran disposició per al dibuix. Durant l'any 1876 es va formar a l'Escola de la Llotja. Va ser professor de dibuix al Col·legi del Comerç del Masnou. Allà, amb 20 anys, va descobrir la vocació de pedagog que el portà a estudiar magisteri a l'escola Normal de Girona. Reorientà i dirigí l'esmentat Col·legi del Comerç tot partint de la idea que els la idea infants han de ser educats en la seva pròpia llengua. Fruit d'aquesta experiència escriu Lo les Catalanes, memòria que seràda pel Centre Catalanista Provençalenc que és el 1886. L'any següent va haver de tancar l'escola per mor de la crisi de la marina mercant de vela que afecta el Masnou. Malgrat tot, continuà treballant per la renovació i catalanització de l'escola en contacte amb el Centre Català (1886-1887).
Per la seva habilitat artística i cal·ligràfica, l'Ajuntament de Barcelona el va nomenar cal·lígraf de l'Exposició Universal de 1888, però no deixà de treballar per aconseguir un ensenyament en català. Aquell mateix any va tenir lloc a la Ciutat Comtal el Congrés Nacional Pedagògic que entre les seves conclusions defensava que les escoles havien de partir de l'idioma dels seus alumnes.
Participà en la segona Assemblea de la Unió Catalanista celebrada a Reus deçlel 1893 com a part de la ponència dedicada a l'ensenyament. Flos i Calcat demanà la creació d'un patronat d'escoles catalanes, proposta que fou aprovada.
Malgrat la importància que el moviment catalanista donava a bastir una xarxa d'escoles catalanes, no fou fins al 1898 que va obrir les portes una de les primeres escoles catalanes, el Col·legi Sant Jordi al carrer Sant Honorat, a Barcelona. Fundat per Flos i Calcat amb el propòsit de treballar per la causa cultural de Catalunya mitjançant un mètode basat en el model pedagògic d'ensenyar jugant. Per donar suport a aquesta i altres iniciatives escolars publicà diversos llibres i edità el primer mapa mural de Catalunya basat en les comarques (1906).
L'any 1899, junt amb altres membres de la Unió Catalanista, fundà l'Associació Protectora de l'Ensenyança Catalana (1899-1939) dedicada al foment de l'escola catalana i la producció de llibres i material didàctic que la facilitessin. Aquell mateix any va ser convidat a fer una conferència a l'Escola Normal de Mestres de Barcelona, la primera que es feia en català a aquella institució i sobre el tema “Raonaments pedagògics per a què l'ensenyança en nostra terra sia donada en llengua catalana i perjudicis que causa donar-la en llengua forastera”.
L'any 1892 fou elegit president del Foment Catalanista, des d'on feu una notable tasca en pro de la renovació i catalanitat de les escoles.
El Col·legi de Sant Jordi va iniciar, el 1900, l'ensenyament secundari. 'obriren de català nocturns. Flos i Calcat es dedica a difàndre els seus mètodes pedagògics entre els mestres interessats. A més de noves biblioteques, creà, el 1905, la Granja Escolar per tal que els infants experimentessin a l'aire lliure.
L'any següent, com ja s'ha esmenat, presenta al Primer Congrés Internacional de la Llengua Catalana una comunicació sobre la didàctica de la gramàtica catalana.
En morir el pedagog, l'escola canvià de nom i passà a dir-se Escola Flos i Calcat fins que el 1939 la dictadura franquista l'obligà a tancar les portes definitivament.
A Arenys de Mar una plaça homenatja la memòria del mestre fill de la vila. Així mateix, Flos i Calcat dona nom a l'Agrupament Escolta i Guia. Al districte de Nou Barris de Barcelona hi ha un institut d'educació secundària que porta el seu nom.
El fons personal de Francesc Flos i Calcat es conserva a la Biblioteca de Catalunya.
Es casà amb Josepa Gibernau i Sust, del Masnou, i tingueren quatre fills: Frederic, Antoni, Josepa i Tomàs. El seu fill Frederic Flos i Gibernau es va dedicar també a la docència i va deixar un gran fons fotogràfic ja que n'era molt afeccionat.